# Ramon Comas i Maduell
Ramon Comas i Maduell (Tarragona, 1935 ― Sant Cugat del Vallès, 1978) va ser un poeta, assagista i novel·lista català.

## Biografia[2][3]
Ramon Comas i Maduell neix a Tarragona l'any 1935 en el si d'una família creient. La seva infantesa queda profundament marcada per l'esclat de la Guerra Civil, on perd el pare. La dificultat d'aquests anys i els esdeveniments bèl·lics deixaran petja en la seva obra.
Els primers estudis els realitza al Col·legi de les Carmelites de la Caritat i, després d'acabar la Guerra, l'any 1944 entra al seminari de Tarragona. Allà estudia cinc cursos d'humanitats i tres de filosofia. Durant aquest període aconsegueix un excel·lent domini del llatí i acaba sent membre de l'Acadèmia Literària Catalana. L'estada al Seminari orienta de manera decisiva la seva vida, que s'encamina cap al vessant religiós.
L'any 1952 ingressa a la Companyia de Jesús. Amb tot, l'entusiasme de Ramon Comas no se centra només en els estudis eclesiàstics, també cursa estudis de lletres i literatura a Raïmat (Lleida). Precisament a Raïmat, l'any 1955 dona el primer curs de català als jesuïtes. Posteriorment, entre 1956 i 1958 estudia dos anys de Filosofia a Sant Cugat i obté la Llicenciatura. A continuació estudia dos anys de Magisteri al Col·legi Sant Ignasi de Barcelona-Sarrià. L'any 1962 obté la Llicenciatura en Filosofia i Lletres. Des d'aquell any i fins a 1966 torna a Sant Cugat per estudiar Teologia.
El mes de juliol de 1963 apareix publicat el primer recull de poesia de l'autor, Les paraules no basten, amb una lletra prefaci signada per J.V. Foix. D'aquesta manera, Ramon Comas entra de ple en el món cultural català. Amb aquest recull l'autor tarragoní va quedar finalista del IV Premi Salvat-Papasseit de l'any 1963.
L'any 1965 és ordenat sacerdot pel Doctor Gregori Modrego Casaus, arquebisbe de Barcelona. L'any 1966 marxa a Bordeus per estudiar Literatura. Durant els dos anys següents prosseguirà aquests estudis a la Universitat de Barcelona, formant part de la comunitat de l'Institut Químic de Sarrià.
Ramon Comas era una persona inquieta i activa. Una de les proves d'aquesta gran vitalitat és la quantitat de viatges que va fer al llarg de la seva vida. En són un exemple les seves estades a Harlem (Estats Units), Bordeus, el Quebec o Roma, on s'instal·la el 1968 per a ampliar els estudis de Teologia a la Universitat Gregoriana de Roma. Val a dir, que tot i els seus viatges, no perd mai el contacte amb els seus i la cultura catalana.
Durant la dècada dels setanta, Ramon Comas, treu a la llum tot un seguit de publicacions que demostren que les seves habilitats van molt més enllà de la poesia; a aquest gènere, hi suma novel·les i assaigs de qualitat i gran transcendència.
A partir de l'any 1976 la salut de l'escriptor tarragoní trontolla. Aquell any pateix una angina de pit, un infart de miocardi i dues parades cardíaques. Des de llavors, s'està a la Infermeria Provincial de Sant Cugat. Finalment, amb només quaranta-tres anys, el 6 de febrer de 1978 pateix una embòlia que el deixa en coma tot el dia i mor aquella mateixa nit.

## Obra
- (1963) Les paraules no basten. Amb lletra-prefaci de J. V. Foix. Barcelona: J. Pedreira, editor, «Les Quatre Estacions».
- (1968) Comptar les bigues. Pròleg de Gabriel Ferrater. Barcelona: Eler, «Les Hores Extres. Número 3».
- (1968) Pàtria ignorada. Pròleg de Joan Oliver. Barcelona: Edicions Proa, «Biblioteca A tot vent, núm. 142».
- (1969) Roma in stato di emergenza. Carnets italiani di uno spagnolo in cerca di un modello di democrazia. Traduzione dallo spagnolo di Gino Belvedere. Brescia: Queriniana, «Outsidersqueriniana 6».
- (1970) Rescat d'ambaixadors. Pròleg de Pere Calders i epíleg de Joan Oliver. Barcelona: Nova Terra.
- (1971) L'Estat i les esglésies per separat. Barcelona: Nova Terra.
- (1971) El estado y las iglesias por separado. Versió castellana de Ramiro Gual. Barcelona: Nova Terra.
- (1971) Lletra de batalla. Barcelona-Blanes: Premi de poesia Ribas i Carreras, Recull.
- (1972) Secuestro de embajadores. Traducció de José María Rodríguez Méndez. Pròleg de José María Valverde i epíleg de Manuel Vázquez Montalbán. Barcelona: Laia, «Ediciones de Bolsillo» 1972.
- (1974) Gomà-Vidal i Barraquer: dues visions antagòniques de l'Església del 1939. Barcelona: Editorial Laia.
- (1975) Gomà-Vidal i Barraquer: dues visions antagòniques de l'Església del 1939. Pròleg de Miquel Batllori. 2a edició. Barcelona: Editorial Laia.
- [amb el pseudònim de Manuel Icart] (1976): «Les Pays Catalans. Leur histoire et leur question nationale» dins Relations. Montreal, gener 1976.
- ―― (1976): «Al Quebec, història i actualitat de la qüestió nacional» dins Serra d'Or, núm. 201, juny 1976, pp. 29-32.
- (1977) Vidal i Barraquer. Síntesi biogràfica. Pròleg de l'arquebisbe de Tarragona, Josep Pont i Gol. Montserrat: Publicacions de l'Abadia de Montserrat.
- (1977) Les trampes de l'Enric. Barcelona: Edicions del Mall, «Col·lecció Els llibres amb cua, 6».
- (1977) Isidro Gomà-Francesc Vidal i Barraquer. Dos visiones antagónicas de la Iglesia española de 1939. Salamanca: Ediciones Sígueme.
- (1978) Oda nova a Tarragona i altres poemes. Dibuixos d'Enric Baixeras. Pròleg d'Ignasi Riera. Tarragona: Edicions de la Llibreria de la Rambla, «Col·lecció El Prestatge de Tarragona núm. 1».
- (1979) Inaudits testimonis. Poesia completa. Pròleg d'Ignasi Riera. Barcelona: Laia.

## Fons
Poc abans de la seva mort, va lliurar al seu amic Ignasi Riera una maleta i bosses amb documents mecanografiats, cartes, apunts i textos inèdits de tota mena, que permeten reconstruir la seva trajectòria. Riera va donar aquests materials al CRAI campus Catalunya de la Universitat Rovira i Virgili i constitueixen el nucli del Fons Ramon Comas i Maduell.
Gràcies a aquest donatiu, la documentació de Ramon Comas i Maduell es manté a la seva ciutat natal, a la qual dedicà gran part de la seva obra i al CRAI de la universitat que porta el nom del seu oncle, Antoni Rovira i Virgili.

## Estudis sobre l'autor
- Emili Samper Prunera va escriure el llibre Ramon Comas i Maduell : vida i obra d'un poeta.[6] També va presentar la ponència "Ramon Comas i Maduell, nàufrag enmig de la tempesta" a les jornades La postguerra literària a Tarragona.[7]
- Ignasi Riera va escriure el llibre Perquè també l'esperança fatiga: Notes sobre la vida i obra de Ramon Comas i Maduell.[3]

## Reconeixements
- El nom del Premi de poesia Comas i Maduell, dels Premis Literaris Ciutat de Tarragona, és una mostra d'homenatge i reconeixement. Es va convocar per primera vegada l'any 1984 i, posteriorment, entre els anys 1991 i 2010.
- La ciutat de Tarragona el recorda amb el nom d'un carrer.